# Блажич, Антун
Антун Блажич (хорв. Antun Blažić, 28 мая 1916, Globočec Ludbreški — 1943 или сентябрь 1943, Марушевец, Вараждинская жупания) — хорватский партизан еврейского происхождения и Народный герой Югославии. 
Блажич родился в Глобочец-Лудбрешки 28 мая 1916 года. В 1941 году Блажич стал членом Коммунистической партии Югославии. Во время Второй мировой войны он принимал активное участие в организации восстания в Лудбреге. Летом 1941 года Блажич одним из первых в своём регионе присоединился к партизанам. В составе партизан он был помощником комиссара отряда, которому было поручено сформировать оперативную группу в районе Лудбрега. С 1943 года Блажич был членом окружного комитета Союза коммунистов Хорватии в Вараждине. В Вараждине он также помогал в организации партизанских отрядов. Блажич был членом ЗАВНОХ. В сентябре 1943 года, находясь в деревне Марушевец, Блажич подвергся нападению усташей. Поскольку он был один, он не мог отступить и поэтому решил покончить с собой, чтобы его не взяли живым. 5 мая 1951 года Блажичу было присвоено звание Народного героя Югославии.